# Ian Scott
Charles Stewart Ian Scott (ur. 9 stycznia 1915, zm. 15 maja 1980 w Hatfield) – brytyjski kolarz szosowy, srebrny medalista olimpijski.

## Kariera
Największy sukces w karierze Ian Scott osiągnął w 1948 roku, kiedy wspólnie z Bobem Maitlandem i Gordonem Thomasem zdobył srebrny medal w drużynowym wyścigu ze startu wspólnego podczas igrzysk olimpijskich w Londynie. Był to jedyny medal wywalczony przez Scotta na międzynarodowej imprezie tej rangi. Na tych samych igrzyskach Brytyjczyk został sklasyfikowany na szesnastej pozycji w rywalizacji indywidualnej. Nigdy nie zdobył medalu na szosowych mistrzostwach świata.